# Mesteacănu, Vrancea
Mesteacănu (în trecut, Purcei) este un sat în comuna Vizantea-Livezi din județul Vrancea, Moldova, România.